# Dream Police (Band)
Dream Police ist eine norwegische Hardrock- und Bluesrock-Band aus Fredrikstad, die 1989 gegründet wurde, sich 1992 auflöste und 2019 neu auftrat.

## Geschichte
1989 beschloss der aus Halden im äußersten Südosten Norwegens stammende und lange Jahre als Studiomusiker arbeitende Trond Holter im nahe gelegenen Fredrikstad eine eigene Band zu gründen. Der Gitarrist rief Odd René Andersen an, dessen Gesang ihm auf einer Demoaufnahme gefallen hatte, und erhielt eine Zusage. Mit einer angeheuerten Rhythmussektion produzierte man ein Demo mit eigenen Songs. Holter hatte sich durch seine vielen Einsätze bei Plattenproduktionen einen guten Ruf erworben, weshalb ihn die norwegische Abteilung der CBS kannte und die „Dream Police“ getaufte Band keine Mühe hatte, bei diesem Major-Label einen Vertrag zu erhalten. Um professionell starten zu können, mussten noch vollwertige Mitglieder für Bass und Schlagzeug gefunden werden. Zunächst ließ sich der Schlagzeuger Ole Petter Hansen zum Einstieg bewegen, dann wurde der Bass mit Jan „Janne“ Titz besetzt. Nachdem sich Letzterer als ungeeignet erwiesen hatte, erinnerte sich Hansen an Rino Johannessen, der auf Anfrage zusagte, und mit dem die Bandchemie stimmte.
Die Hardrockband Dream Police veröffentlichte 1990 das selbstbetitelte Debütalbum, das bereits Spuren von Blues aufweist, und 1991 Messing with the Blues mit deutlicherem Blues-Einschlag. Dream Police war für den norwegischen Musikpreis „Spellemannprisen“ nominiert. Der Titel Messing with the Blues spielt darauf an, dass beim gemeinsamen Proben oft Lust aufkommt, lieber Klassiker nachzuspielen statt die eigenen Songs zu üben. Da Holter gerade vom Blues angetan war, habe er die Proberaumstimmung mit seiner Musikpräferenz zu dem Titel verschmolzen.
1992 wurde Dream Police aufgelöst: Generell war es schwierig, den weltweiten Durchbruch zu schaffen, erst recht aber in der aufkommenden Grunge-Welle. Die Musiker widmeten sich nach dem Split verschiedenen Projekten; so startete Odd René Andersen eine Solokarriere, während Trond Holter alias „Teeny“ einen Erfolg als Gitarrist und Songwriter der Glam-Rock-Band Wig Wam feierte. Ole Petter Hansen und Rino Johannessen wirkten eher im Hintergrund als Studiomusiker, als Begleitbandmusiker in Fernseh-Shows oder als Ensemblemitglied von Musical-Orchestern.
2009 trafen die vier für ein Gelegenheitskonzert zusammen, das von der Veröffentlichung einer neuen Single begleitet wurde, die nicht physisch, sondern per Download zu erwerben war. Zehn Jahre später war Dream Police dann offiziell wiedervereint, gab mehrere Konzerte und veröffentlichte weitere Singles in digitaler Form.

## Stil
Die Internetplattform discogs.com kategorisiert den Dream-Police-Stil als stark vom Blues beeinflussten Hardrock. Die norwegische Website intromusic.no gibt an, dass es sich um melodischen, Blues-basierten Hardrock handelt. Der Bandname stamme vom Cheap-Trick-Album aus dem Jahr 1979. Eine andere Website, mano-cornuto.com, nennt den Stil „Melodic Rock“. Textlich orientiere man sich stark an Whitesnake. Martin Popoff beschrieb Dream Police in seinem Buch The Collector’s Guide of Heavy Metal Volume 3: The Nineties als „eine beängstigend amerikanisch klingende AOR-Band“. Helmut „Balle“ Ballerstaller von rock-garage.com ordnete das erste Album dem Hardrock zu. Er ergänzte: „[Es] groovt von vorne bis hinten mit leichter Blues-Note.“ Das zweite Album sei noch „bluesiger“ ausgefallen.
Speziell zum zweiten Album meinte Dirk Zumpe im Rock Power: „Es dröhnt, hämmert, brettert, boogiet und groovt“ und sei somit Bluesrock. Matthias Breusch stellte im Rock Hard fest, dass es sich um groovigen Rock ’n’ Roll „mit handwerklich ausgezeichneter Instrumentierung, bluesigen Gitarren, […] rauhen Kompaktvocals und einer zielsicheren, pfundigen Bass/Schlagzeug-Einheit“ handelt.

## Diskografie
- 1990: Dream Police (CBS)
- 1990: Hot Legs / Uncle Gus (7"-Vinyl-Single; CBS)
- 1990: When the Sun Goes Down / On Fire (7"-Vinyl-Single; CBS)
- 1991: Messing with the Blues (Columbia)
- 1991: It's Only Love / Wild Side (7"-Vinyl- und CD-Single; Columbia)
- 1991: So Damned Lonely (CD-Maxi-Single)
- 2009: Wild World (Digital-Single)
- 2019: Here We Go Again (Digital-Single)
- 2019: Raw in the Middle (Digital-Single)
- 2020: My Blues and Rock'n Roll (Digital-Single)